# Boho-chic

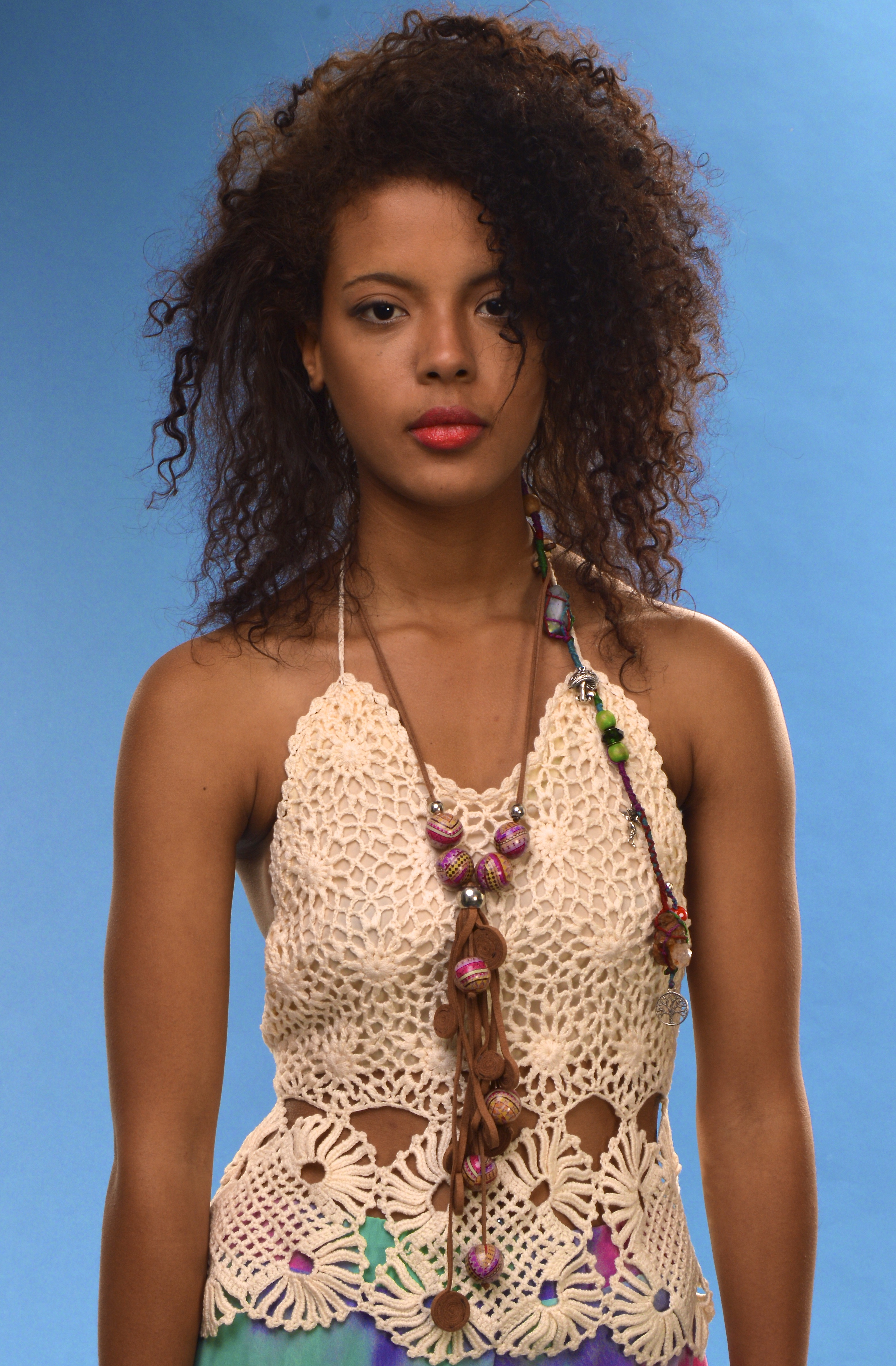
Boho Chic

Boho-chic è uno stile di moda femminile, in cui confluiscono vari elementi della cultura boheme ed hippy, che ha avuto l'apice della propria diffusione negli anni 2004-2005, ed è stata associata particolarmente alla modella Kate Moss, all'attrice Sienna Miller in Europa ed alle gemelle Mary-Kate e Ashley Olsen negli Stati Uniti. Tendenzialmente la moda è incominciata all'inizio del ventunesimo secolo.

## Significato del termine

### "Boho"
"Boho" è un'abbreviazione di boheme. Vanessa Nicholson (nipote di Vanessa Bell, una delle figure cardine dell'influente Bloomsbury Group nella prima metà del ventesimo secolo) l'ha descritto come un "aggettivo, curioso ma ingannevole". Benché i bohemien originali fossero viaggiatori e profughi dell'Europa centrale (in lingua francese bohémien si traduce come zingaro), il termine, come notato dalla Nicholson, "è stato associato a figure dalla personalità più disparata, da Gesù Cristo a William Shakespeare, a Sherlock Holmes". Lo scrittore e storico A. N. Wilson ha sottolineato che "sia nel senso dell'abbigliamento, che in tutti sensi, Winston Churchill fu uno dei primi esempi di bohemien", dato che il suo stile causò grande sorpresa, quando giunse in Canada nel 1943. La disegnatrice Savannah Miller, sorella maggiore dell'attrice Sienna Miller, descriveva un "vero bohemien" come "qualcuno che ha la capacità di apprezzare la bellezza ad alti livelli, è profondamente romantico, non conosce alcun limite, il cui mondo sono le proprie creazioni, piuttosto che vivere in una scatola".

### "Chic"
"Chic" è un termine prestato dalla lingua francese alla fine del XIX secolo, ed è un sinonimo di eleganza.

### "Boho-Chic"
Una più nuova accezione del termine la possiamo trovare nel lemma divenuto molto comune: "Boho-Chic". Pare che Boho sia la crasi linguistica di Bourgeois Bohémien, termine coniato da David Brooks, un giornalista americano. L'autore ridefinisce una categoria di consumer attenti e iper-chic che non badano a spese nel loro infinito tentativo di sintetizzare il consumo di stile con i propri principi etici fondanti come ecologia, rispetto della dignità umana, ipercultura artistica. È qui infatti che si opera la commistione fra i precetti borghesi e bohémien, avere ed essere, che non sono più categorie inconciliabili. Consumismo sfrenato e cura dell'anima non sono più da considerarsi concetti antitetici, ma addirittura interdipendenti nella loro perfetta accezione di capisaldi dello stile di vita "Boho". 
In Francia il "Boho"  prende l'appellativo di "Bobo", prendendo le iniziali delle due parole  Bourgeois-Bohémien. Si tratta di un aspetto caratteristico della naturale identità della capitale francese. 

## Storia del trend
Il look boho-chic, molto influenzato dallo stile hippy dei tardi anni sessanta, diventò popolare dopo che l'attrice Sienna Miller lo adottò in occasione del Glastonbury Festival nel 2004, benché tale look fosse stato già adottato dall'attrice in alcuni servizi fotografici nell'ottobre 2003, e da alcuni abitanti del distretto W10 di North Kensington, un'area di Londra, associata alla cultura boheme sin dagli anni cinquanta.
Ciò nonostante, alcuni, compresa l'attrice Lindsay Lohan, attribuiscono la nascita di questa tendenza alla supermodella Kate Moss. Infatti, in precedenza la giornalista Laura Demasi aveva usato proprio il termine "boho-chic" già nel 2002 in riferimento alla Moss. Nell'aprile 2004, la giornalista Plum Sykes aveva parlato di un abito, definendolo "Molto cool, molto bohemien, molto Kate Moss".

## Elementi boho-chic
Dalla primavera del 2005, abiti boho-chic cominciarono ad apparire in ogni negozio di Londra e del Regno Unito. Le aderenti a tale moda, furono spesso chiamate anche "Siennas"., in riferimento proprio alla Miller. Elementi boho-chic includono gonne "svolazzanti" (in particolare lunghe e bianche), gilet coperti di pelliccia, tuniche ricamate, giacche tagliate, stivali da cowboy, cardigan larghi e "hobo bag" (borsa da vagabondo). Altri elementi della moda boho-chic erano i leggings e le calze senza piedi, che in questo periodo videro impennare le vendite in Inghilterra..